# SMS Panther (1885)
Le SMS Panther était un croiseur de classe Panther construit par l'Autriche-Hongrie en 1885.